# Orlando furioso (Vivaldi)
Orlando (o, más comúnmente en la época moderna, Orlando furioso; RV 728) es una ópera (dramma per musica) en tres actos con música de Antonio Vivaldi basada en un libreto italiano de Grazio Braccioli, que a su vez estaba basada en el poema épico Orlando Furioso de Ariosto. La primera representación tuvo lugar en Venecia, en el Teatro Sant'Angelo en otoño de 1727
La ópera alterna arias con recitativos y está ambientada en una isla en un tiempo no especificado. La historia combina varios argumentos de Ariosto: desde las hazañas de Orlando hasta la historia de Alcina. Esta ópera rara vez se representa en la actualidad; en las estadísticas de Operabase aparece con sólo 9 representaciones para el período 2005-2010.

## Personajes
| Personajes                                | Tesitura                       | Elenco del estreno, 1727 (Director: – ) |
| ----------------------------------------- | ------------------------------ | --------------------------------------- |
| Orlando, un caballero celoso de Medoro    | contralto (papel con calzones) | Lucia Lancetti                          |
| Angélica, amada de Medoro                 | soprano                        | Benedetta Serosina                      |
| Alcina, hechicera                         | contralto                      | Anna Girò                               |
| Bradamante, guerrera, amada de Ruggiero   | contralto                      | Maria Catterina Negri                   |
| Medoro, prometido a Angélica              | contralto castrato             | Casimiro Pignotti                       |
| Ruggiero, caballero que sigue a Orlando   | contralto castrato             | Giovanni Andrea Tassi                   |
| Astolfo, caballero acompañante de Orlando | bajo                           | Gaetano Pinetti                         |

## Argumento

### Acto I
La acción tiene lugar en la isla de la sacerdotisa Alcina, un lugar encantado del cual se ha hecho con el control al robar las cenizas de Merlín. Alcina ha ofrecido la hospitalidad de su palacio a la bella Angélica, quien está enamorada de Medoro pero perseguida por el paladín Orlando. Cuando comienza el drama Orlando ha recibido el encargo de destruir el poder de Alcina. Medoro acaba de llegar a la isla, escapando de un naufragio para llegar a los brazos de su amada Angélica. Angélica ayuda mágicamente a Medoro, y él le cuenta cómo fue capturado primero y naufragó después. Orlando descubre a Angélica y Medoro juntos, y siente celos de Medoro, pero Angélica miente y dice que Medoro es su hermano. 
Angélica muestra admiración por Orlando con una fingida declaración de amor que despierta los celos de Medoro. Alcina se ve atraída por el caballero Ruggiero, amigo de Orlando; usa su magia para hacerle olvidar a Bradamante y que en lugar de eso la ame a ella. Llega a la isla Bradamante y descubre la "traición" de Ruggiero. Ella le muestra el anillo que le dio, de manera que rompe el encantamiento de Alcina. Ruggiero se siente culpable de sus acciones.

### Acto II
En un jardín con lugares verdes recónditos, Astolfo refleja cuánto ama a Alcina, pero está atormentado por la infidelidad de ella.
Mientras tanto, en una región montañosa alpina con un alto acantilado, Angélica y Medoro se juran amor y se separan. Para librarse de Orlando, Angélica le envía a luchar con un monstruo que guarda el elixir de la juventud. Orlando entra en una caverna y se queda atrapado. Dándose cuenta de la deslealtad de Angélica, consigue escapar.
Angélica y Medoro se casan en el campo, al pie de una colina. Tallan sus votos en un árbol cercano. Mientras tanto Bradamante y Ruggiero se reconcilian cuando Angélica y Medoro están celebrando su boda bajo la mirada protectora y envidiosa de Alcina. Orlando llega tras haber encontrado una manera de escapar de la caverna encantada y al encontrar el árbol y leer la inscripción, se enfurece de tal manera que empieza a destruir los árboles. 

### Acto III
Ante el Templo de Hécate. Astolfo cree que Orlando ha muerto. Con Ruggiero y Bradamante, trama vengarse de Alcina. El secreto del poder de Alcina está en una urna, que está cerrada en el templo de Hécate. Esperan el regreso de Alcina.
Dentro del templo de Hécate, Bradamante se disfraza de hombre. Alcina se enamora de ella. Orlando, aún enloquecido por el matrimonio de Angélica y Medoro, lucha con las estatuas del templo, destruyendo sin darse cuenta el poder de Alcina.
En una isla desierta. Alcina intenta atacar a Orlando, que está durmiendo, pero lo evitan Ruggiero y Bradamante. Astolfo regresa para arrestar a Alcina. Orlando recupera su razón y perdona a Angélica y Medoro, bendiciendo su unión.

## Grabaciones
- 1978: Marilyn Horne (Orlando), Victoria de los Ángeles (Angelica), Lucia Valentini Terrani (Alcina), Carmen Gonzales (Bradamante), Sesto Bruscantini (Ruggiero), Nicola Zaccaria (Astolfo);
 I Solisti Veneti, Claudio Scimone; Erato.[4]
- 2004: Marie-Nicole Lemieux (Orlando), Jennifer Larmore (Alcina), Veronica Cangemi (Angelica), Ann Hallenberg (Bradamante), Philippe Jaroussky (Ruggiero), Lorenzo Regazzo (Astolfo), Blandine Staskiewicz (Medoro);
 Ensemble Matheus; Jean-Christophe Spinosi; Naïve OP30393.[4]
- 2008: Anne Desler, Nicki Kennedy, Mariana De Liso, Luca Dordolo; Coro da Camera Italiano; Modo Antiquo, Federico Maria Sardelli. CPO